# طائر الرب الصالح (مسلسل)
طائر الرب الصالح أو الطيب (بالإنجليزية: The Good Lord Bird)‏ هو مسلسل دراما أمريكي قصير لعام 2020، مستوحى من رواية لها نفس الاسم للكاتب جيمس ماكبرايد من العام 2013. المسلسل من صنع إيثان هوك ومارك ريتشارد وهما المنتج التنفيذي للمسلسل. كما وأنتجت بواسطة جيسون بلوم، وبلمهوس برودكشنز، وعرض المسلسل لأول مرة في 4 أكتوبر 2020 على قناة شوتايم.

## الحبكة
يُروى المسلسل من وجهة نظر هنري شاكلفورد (جوشوا كالب جونسون)، وهو فتى روائي مستعبد، وهو جزء من طاقم جون براون (إيثان هوك) المتنوع من الجنود المطالبين بإلغاء الرق خلال فترة نزيف كانساس، وشارك في النهاية في الغارة الشهيرة عام 1859 على مستودع الجيش في هاربرز فيري، فيرجينيا الغربية. فشلت غارة براون في بدء تمرد العبيد الذي كان يقصده، لكنه كان الحدث المحرض الذي بدأ الحرب الأهلية الأمريكية.

## روابط خارجية
- طائر الرب الصالح  في قاعدة بيانات الأفلام على الإنترنت (بالإنجليزية)